# دو راه حل برای یک مسئله
دو راه حل برای یک مسئله فیلم کوتاه ایرانی  به کارگردانی و نویسندگی عباس کیارستمی است که در سال ۱۳۵۴ ساخته شد.

## خلاصه فیلم
دارا کتاب نادر، هم کلاسی اش را قرض گرفته است. وقتی آن را پس می‌دهد نادر می‌بیند کتاب پاره شده است. نادر هم کتاب دارا را پاره می‌کند و بین شان دعوا می‌شود و گلاویز می‌شوند.
داستان یک بار دیگر تکرار می‌شود این بار نادر کتاب را به دارا نشان می‌دهد و می‌گوید کتابش پاره شده است، دارا پارگی کتاب او را با چسب می‌چسباند.